# Myrmarachne peckhami
Myrmarachne peckhami este o specie de păianjeni din genul Myrmarachne, familia Salticidae, descrisă de Roewer, 1951. Conform Catalogue of Life specia Myrmarachne peckhami nu are subspecii cunoscute.